# 佐々田雅子
佐々田 雅子（ささだ まさこ、1947年3月14日 - ）は、日本の翻訳家。
三重県生まれ。立教大学文学部英米文学科卒。日本翻訳専門学院で、中村能三、常盤新平、柳瀬尚紀らに学ぶ。35歳から翻訳家として独り立ちし、トルーマン・カポーティ『冷血』の新訳を行った。ハードボイルド小説を多く訳している。

## 翻訳
- 『見習い女探偵』（リザ・コディ、早川書房） 1982、のち文庫
- 『ミニ・ミステリ100』下（アイザック・アシモフ、早川書房） 1983、のち文庫
- 『暑いクリスマス』（ジェイムズ・マクルーア、早川書房） 1984
- 『特種はカリブ海』（マージョリー・J・グローヴ、東京創元社） 1984
- 『ダブル・クロッシング』（エリカ・ホルツァー、早川書房） 1985
- 『アリシア故郷に帰る』（ドロシー・シンプソン、サンケイ文庫） 1987
- 『オハイオ - ニューヨーク物語』（シリル・R・リーイ、早川書房） 1987
- 『毒殺はランチタイムに』（ホートン・マーフィー、ハヤカワ文庫） 1988
- 『ナニー』（ダン・グリーンバーグ、新潮文庫） 1989
- 『燃える季節』（ウェイン・D・ダンディー、文春文庫） 1990
- 『まぶしい陽の下で』（ジェイムズ・W・ホール、ハヤカワ文庫） 1990
- 『サマーセミナーの殺人』（ドロシー・サッチャー、新潮文庫） 1991
- 『特別検察官』（ジェイ・ブランドン、文春文庫） 1993
- 『ヘビトンボの季節に自殺した五人姉妹』（ジェフリー・ユージェニデス、早川書房） 1994、のち文庫
- 『ブロンドの処刑人』（ダン・グリーンバーグ、新潮文庫） 1994
- 『ホワイト・ジャズ』（ジェイムズ・エルロイ、文藝春秋） 1996、のち文庫
- 『戦慄の候補者』（トニー・マコーレイ、新潮文庫） 1996
- 『パーフェクト・カバー』（リンダ・チェイス,ジョイス・セントジョージ、早川文庫） 1996
- 『第三双生児』（ケン・フォレット、新潮文庫） 1997
- 『ノルウェーの汀の物語 ディーナの愛』（ハルビヨルグ・ヴァッスムー、集英社） 1998
- 『わが母なる暗黒』（ジェイムズ・エルロイ、文藝春秋） 1999、のち文庫
- 『白球の王国』（トマス・ダイジャ、文春文庫） 2000
- 『敵中漂流』（デイモン・ゴーズ、新潮文庫） 2000
- 『マザーレス・ブルックリン』（ジョナサン・レセム、早川書房、ミステリアス・プレス文庫） 2000
- 『奥津城』（ローリー・キング、集英社文庫） 2001
- 『ショップガール』（スティーブ・マーチン、集英社） 2001
- 『世界をだました男』（フランク・アバネイル,スタン・レディング、新潮文庫） 2001
- 『トード島の騒動』（カール・ハイアセン、扶桑社） 2001
- 『あまりに年下の彼』（ダイアン・ハイブリッジ、集英社文庫） 2002
- 『テキサス・ナイトランナーズ』（ジョー・R・ランズデール、文春文庫） 2002
- 『CIAは何をしていた?』（ロバート・ベア、新潮社） 2003、のち文庫
- 『ひかりの巫女』（アレックス・シェイカー、アーティストハウスパブリッシャーズ） 2003.6
- 『ミドルセックス』（ジェフリー・ユージェニデス、早川書房） 2004
- 『わが手に雨を』（グレッグ・ルッカ、文藝春秋） 2004
- 『野生馬の谷 大地の子エイラ3』（ジーン・M・アウル、ホーム社） 2004
- 『冷血』（トルーマン・カポーティ、新潮社） 2005、のち文庫
- 『ザ・ブラスウォール NY市警の闇』（デイヴィッド・コシエニウスキー、集英社文庫） 2006
- 『ウエディング・シーズン』（ダーシー・コスパー、集英社文庫） 2006
- 『グラデュエーションデイ 未来を変える24のメッセージ』（アンドリュー・アルバネーゼ,ブランドン・トリスラー編、オデッセイコミュニケーションズ） 2007
- 『天使は容赦なく殺す』（グレッグ・ルッカ、文藝春秋） 2007
- 『孤独の要塞』（ジョナサン・レセム、早川書房） 2008
- 『英詩訳・百人一首 香り立つやまとごころ』（マックミラン・ピーター、集英社新書） 2009
- 『静かなる天使の叫び』（R・J・エロリー、集英社文庫） 2009
- 『T・S・スピヴェット君傑作集』（ライフ・ラーセン、早川書房） 2010
- 『琥珀の眼の兎』（エドマンド・ドゥ・ヴァール、早川書房） 2011
- 『鷲たちの盟約』（アラン・グレン、新潮文庫） 2012
- 『イエロー・バード』（ケヴィン・パワーズ、早川書房） 2013
- 『マリッジ・プロット』（ジェフリー・ユージェニデス、早川書房） 2013
- 『そして山々はこだました』（カーレド・ホッセイニ、早川書房） 2014
- 『背信の都』（ジェイムズ・エルロイ、文藝春秋） 2016

### スティーヴン・グリーンリーフ
- 『共犯証言』（スティーヴン・グリーンリーフ、早川書房） 1983
- 『探偵の帰郷』（スティーヴン・グリーンリーフ、早川書房） 1985
- 『離婚をめぐるラブ・ストーリー』（スティーヴン・グリーンリーフ、早川書房） 1986、のち文庫
- 『深夜の囁き』（スティーヴン・グリーンリーフ、早川書房） 1989
- 『運命の墜落』（スティーヴン・グリーンリーフ、早川書房） 1995

### アンドリュー・ヴァクス
- 『赤毛のストレーガ』（アンドリュー・ヴァクス、早川書房） 1988、のち文庫
- 『ブルー・ベル』（アンドリュー・ヴァクス、早川書房） 1990、のち文庫
- 『ハード・キャンディ』（アンドリュー・ヴァクス、早川書房） 1991、のち文庫
- 『フラッド』（アンドリュー・ヴァクス、早川書房） 1992、のち文庫
- 『ブロッサム』（アンドリュー・ヴァクス、早川書房） 1992、のち文庫
- 『サクリファイス』（アンドリュー・ヴァクス、早川書房） 1993、のち文庫
- 『凶手』（アンドリュー・ヴァクス、早川書房） 1994、のち文庫
- 『ゼロの誘い』（アンドリュー・ヴァクス、早川書房） 1996、のち文庫
- 『鷹の羽音』（アンドリュー・ヴァクス、早川書房） 1997
- 『バットマン 究極の悪』（アンドリュー・ヴァクス、早川書房） 1997
- 『嘘の裏側』（アンドリュー・ヴァクス、早川書房） 1998